# Наеб Язди, Марьям
Марьям Наеб Язди (перс. مریم نایب یزدی‎, англ. Maryam Nayeb Yazdi, также известная как англ. Mai Love — звучит как «моя любовь»; род. в 1983 год, Мешхед, Иран) — ирано-канадская писательница, редактор и консультант, работающая в области прав человека и онлайн-активизма для социальных изменений. Она активно доносит новости о нарушениях прав человека в Иране до западной аудитории. Она также является основателем Seed Operations, некоммерческой организации 501(C)(3).

## Биография

### Рождение и ранние годы
Марьям Наеб Язди родилась в 1983 году в Мешхеде. В 1989 году её семья вмесе с ней подали заявление на получение убежища в Канаде и получили статус беженца. Она выросла в Торонто и переехала в Соединенные Штаты в 2019 году, чтобы заняться некоммерческой деятельностью. В настоящее время она проживает в Вашингтоне, округ Колумбия.

### Карьера
Во время написания статьи о насилии в отношении женщин в Иране в рамках своего курса по женским исследованиям в Йоркском университете она заметила, что информации об Иране на английском языке мало. Она создала Faryad, англоязычный культурный журнал, призванный сократить разрыв между иранцами в Иране и диаспорой. В 2008 году, работая над Faryad, она создала первый выпуск издания, созданного для фестиваля Tirgan. Но когда в 2009 году в Иране вспыхнуло протестное движение, она переключила своё внимание на права человека и стала одним из пионеров онлайн-активизма. Она создала Persian2English — известный блог-переводчик, который действовал с 2009 по 2016 год.
Власти Исламской Республики запретили все международные СМИ и арестовали многих журналистов и репортеров. Активисты по правам человека, присутствовавшие в стране, освещали ситуацию на персидском языке, что сделало международное сообщество более зависимым от переводов, чтобы узнать о ситуации в Иране. Persian2English привлёк внимание международных СМИ, включая Maclean’s Magazine, The Atlantic, The Guardian, Amnesty International, LA Times, Al Jazeera, PBS, CNN, а также привлёк Колумбийский университет, Университет Санта-Клары, Университет имени Бригама Янга и правительство Австралии.
Найеб Язди участвовала на различных форумах, конференциях и консультировалась с влиятельными лицами, включая СМИ и политиков.
В 2012 и снова в 2016 годах она объединилась с сенатором Линдой Фрум в качестве консультанта и писателя, чтобы пролить свет на тяжёлое положение узников совести в Иране. В 2013 году она была приглашённым докладчиком на ежегодном Oslo Freedom Forum. Она обсуждала, как иранские власти используют смертную казнь для подавления гражданского общества. В 2018 году она выступила с речью на Женевском саммите о ситуации с правами человека в Иране.
Наиб Язди писала для различных изданий, включая Foreign Policy, Wall Street Journal, Huffington Post, Atlantic Council, и Нобелевский центр мира. Её цитировали в таких изданиях, как Reuters, Toronto Star, National Post, The Guardian, а также датским правительством.
В 2017 году она создала Инициативу по правам женщин в Осло в сотрудничестве с Нобелевским центром мира и Civita. Инициатива включала лидеров движения за права женщин из стран с крайним гендерным неравенством.

### Дело Саида Малекпура
Найеб Язди является соучредителем и представителем всемирной кампании по освобождению постоянного жителя Канады Саида Малекпура, который во время посещения своего больного отца в Иране в 2008 году был похищен иранскими властями и подвергался пыткам, пока не дал им ложных признаний, которые привели к тому, что иранская судебная система вынесла ему приговор по обвинению в распространении коррупции. Иранские власти фективно обвинили Малекпура в модерировании порнографических веб-сайтов и заставили его признаться в этом деянии, которое иранские власти считают преступлением, караемым смертной казнью. По сей день единственными доказательствами, которые есть у иранских властей против Малекпура, являются его вынужденные признания под пытками. В 2010 году, после того как иранские власти транслировали вынужденные признания Малекпура по национальному телевидению до суда и вынесения приговора, Малекпур написал письмо из тюрьмы, в котором защищал себя тем, что его признания были получены под пытками. Наиб Язди и её команда перевели его письмо на английский язык и опубликовали на сайте Persian2English, что привлекло внимание СМИ, правительств и правозащитных организаций. В том же году иранский судья Могисех приговорил Саида Малекпура к смертной казни на основании вынужденных признаний. Именно тогда Наиб Язди начал глобальную кампанию по привлечению Малекпура к поддержке.
Усилия Наиб Язди привели к тому, что Верховный суд Ирана в 2011 году под давлением был вынужден отменить смертный приговор Малекпуру в ожидании нового судебного разбирательства, которое должно было расследовать утверждения в письме Малекпура о том, что его признания были получены под пытками. Однако в том же году состоялся новый судебный процесс под председательством судьи Могисеха, и Малекпур был приговорён к смертной казни во второй раз без проведения расследования его утверждений о том, что его признания были получены под пытками. На этот раз под давлением Корпуса стражей исламской революции (КСИР) Верховный суд Ирана подтвердил смертный приговор, что поставило Малекпура под неминуемую угрозу казни. Усилия Наеба Язди привели к тому, что парламент Канады единогласно принял ходатайство в поддержку Малекпура, призвав иранские власти освободить его.
Международное внимание, которое привлекло дело Малекпура, привело к тому, что Верховный лидер Ирана Али Хаменеи в конечном итоге заменил ему смертный приговор пожизненным заключением. В июле 2019 года иранские власти предоставили Малекпуру краткосрочный отпуск, и с помощью Наеба Язди ему удалось бежать из Ирана и благополучно вернуться в Канаду.

## Награды
В 2013 году генерал-губернатор Канады наградил Язди медалью Бриллиантового юбилея королевы Елизаветы II в знак признания её достижений в области прав человека.